# Mega Man Battle Network 6
MegaMan Battle Network 6 é a sexta e última parte da série de jogos de Gameboy Advance MegaMan Battle Network da Capcom.
MegaMan Battle Network 6 (Rockman.EXE 6 no original) foi anunciado como o "clímax" da série e provavelmente é o último capítulo dela no Game Boy Advance. Nesse jogo a Capcom ouviu os fãs e trouxe antigas fórmulas dos jogos anteriores mescladas ao novo sistema de Cross System, que substitui as Soul Unisons dos Rockman.EXEs 4 e 5 e as Beast Outs, transformações baseadas nas 2 feras que dão nome as duas versões do jogo - Falzar e Gregar e também esse é o único jogo da série qual tem um chefe final em cada versão (não o mesmo chefe nas duas versões). 
Como o jogo se desenvolve em uma nova cidade, naturalmente Lan (Netto no original) e MegaMan (RockMan no original) conhecem novas pessoas, como os seus novos colegas de escola Mick (Kojiro no original) e Tab (Asuta no original e dono de uma loja de chips) e uma misteriosa garota chamada Iris, que parece estar relacionada com a crise envolvendo as feras.
Assim como em EXE 4 e 5, Rockman.EXE 6 foi lançado em 2 versões, cada uma com 5 Navis exclusivos:
Versão Falzar: SpoutMan.EXE (AquaMan.EXE no original e no EXE 4), TomahawkMan.EXE, TenguMan.EXE, GroundMan.EXE e DustMan.EXE.
Versão Gregar: HeatMan.EXE, ElecMan.EXE, SlashMan.EXE, EraseMan.EXE e ChargeMan.EXE.
A história de Rockman.EXE 6 acontece em Cyber City (Saiba City no original), uma nova cidade para onde Netto e a sua família se mudam por causa do trabalho do pai dele. Nessa cidade existe uma antiga lenda sobre 2 feras cibernéticas chamadas Gregar (Greiga no original [um lobo]) e Falzar (Faltzer no original [uma ave]) que travaram um combate mortal e criaram um enorme buraco na internet, onde as 2 feras caíram e entraram em uma hibernação. Pessoas misteriosas querem o poder dessas 2 feras e começam a por em prática um plano para despertá-las e capturá-las.